# 続咸
続 咸（ぞく かん、生没年不詳）は、五胡十六国時代後趙の人物。字は孝宗。上党郡の出身。

## 生涯
親には孝行を尽くし、礼儀正しく慎み深い人物であり、誠実で人情にも厚かった。また、道徳を旨として忠節を備えており、派手な振る舞いを好まなかった。
学問に励んで中華統一の功臣である杜預に師事し、春秋・鄭氏易をひたすら学んだ。
やがて常に数十人の弟子へ教授する立場となり、諸々の書物を広く覧じると、並外れた才覚をもって文論をこなした。
西晋の官吏としては乱れた法の整備を行い、刑書にも明達していた。
永嘉年間には廷尉・東平郡太守を歴任した。
その後、并州刺史劉琨の承制（皇帝に代わって諸侯や守相を任命する事）により、従事中郎に任じられた。
時期は不明だが、漢（前趙）の将軍石勒に捕らえられ、抜擢を受けて理曹参軍に任じられた。以後、石勒に仕えて法の運用を任されるようになった。
彼は法の執行に当たっては公平であり、万事において整っていた。その為、国の人からはその清廉さと寛大な様は于公（前漢の丞相于定国の父）に匹敵すると称えられた。
319年11月、石勒が趙王を称すと、続咸は参軍の地位のまま律学祭酒に任じられた。
321年、建徳校尉王和が丸石を掘り当てると、そこには『律権石，重四鈞，同律度量衡，有新氏造。』と銘が刻まれていた。みなこれを瑞兆ではないかと論じたが、誰も詳しいことは分からなかった。ただ続咸だけはこれを王莽の時代の物だと言い当てたという。
後に廷尉に任じられた。
331年4月、石勒が鄴に宮殿を建造しようとすると、続咸は上書してこれを強く諫めた。石勒は激怒し「この老臣を斬らねば、朕の宮殿は成し得ないだろう！」と言い放つと、御史に命じて続咸を収監させた。だが、中書令徐光らは「陛下は天性の聡叡があり、唐虞（堯・舜）をも超越しています。にもかかわらず、忠臣の言に耳を貸さないとは、夏癸（夏の桀王）、商辛（殷の紂王）が如き君と同じではありませんか。彼の進言が採用するに足るのであれば用い、足りなくともそれを許容すべきです。どうして一度の直言だけで、列卿を斬るというのですか！」と進言すると、石勒は感嘆して「人君となった以上、自分勝手な事をしてはならんな！どうしてこの発言の忠であることに気づかなかったのか。これまでの事は戯れと思ってくれ。人家であっても100匹の資産があれば、市に別宅を欲しがるものだ。我は天下の富、万乗の尊を有していながら同じことをするとはな！いずれ宮殿は建造するが、今はいったん造営を中止して、我が直臣の思いを顕すことにしよう。」と述べ、続咸に謝罪して絹100匹、稲100斛を下賜した。
また、時期は不明だが太子少保にも任じられ、石勒の世子である石弘に律を教授した。
その存命中、『遠遊志』・『異物志』・『汲冢古文釈』各々10巻を著述し、これらは世に行き渡ったという。
石虎の時代に亡くなり、享年97であった。石虎からは儀同三司を追贈された。